# Kingston (Arkansas)
Kingston ist ein census-designated place (CDP) im Nordosten von Madison County, Arkansas, USA. Kingston wurde 1853 von King Johnson in eine Flurkarte eingetragen und nach ihm benannt.

## Geographie
Kingston befindet sich an der Kreuzung zwischen den Arkansas Highways 21 und 74. Westlich von der Gemeinde fließt der Kings River vorbei.
Die nächste größere Stadt, Springdale, befindet sich etwa 70 Kilometer westlich, die Hauptstadt von Arkansas, Little Rock, etwa 250 Kilometer südöstlich.

## Bildung
In Kingston gibt es die Kingston Elementary School, die Kinder bis zur 6. Klasse betreut. Von der 7. bis zur 12. Klasse besuchen die Schüler die Kingston High School.